# Фаг Р1
Фаг P1 — умеренный бактериофаг, поражающий кишечную палочку и некоторые другие бактерии. При прохождении лизогенного цикла геном фага существует в виде плазмиды в бактерии, в отличие от других фагов (например, фага лямбда), которые интегрируются в ДНК хозяина. P1 имеет икосаэдрическую головку, содержащую ДНК, прикреплённую к сократительному хвосту с шестью хвостовыми волокнами. Фаг P1 привлёк интерес исследователей, потому что его можно использовать для переноса ДНК из одной бактериальной клетки в другую в процессе, известном как трансдукция. При репликации во время своего литического цикла он захватывает фрагменты хромосомы хозяина. Если полученные вирусные частицы используются для заражения другого хозяина, захваченные фрагменты ДНК могут быть интегрированы в геном нового хозяина. Этот метод генной инженерии in vivo широко использовался в течение многих лет и используется до сих пор, хотя и в меньшей степени. P1 также можно использовать для создания производного от P1 вектора клонирования искусственной хромосомы, который может нести относительно большие фрагменты ДНК. P1 кодирует сайт-специфическую рекомбиназу Cre, которая широко используется для проведения клеточно-специфичной или специфичной по времени рекомбинации ДНК путем фланкирования ДНК-мишени сайтами loxP (см. рекомбинацию Cre-Lox).

## Морфология
Вирион похож по структуре на фаг Т4, но проще. Он имеет икосаэдрическую голову, содержащую геном, прикреплённый одной вершиной к хвосту. Хвост имеет трубку, окруженную сократительной оболочкой. Он заканчивается базовой пластинкой с шестью хвостовыми волокнами. Волокна хвоста участвуют в прикреплении к хозяину и обеспечении специфичности.

## Геном
Геном фага P1 умеренно велик, около 93 кб в длину (по сравнению с геномами, например, Т4 — 169 кб, лямбда — 48 кб и Ff — 6,4 кб). В вирусной частице он представляет собой линейную двухцепочечную молекулу ДНК. После введения в хозяина он циркулирует и реплицируется как плазмида.
В вирусной частице молекула ДНК длиннее (110 кб), чем реальная длина генома. Он создаётся путём вырезания фрагмента соответствующего размера из цепи конкатемерной ДНК, имеющей несколько копий генома (см. Раздел ниже о лизисе, чтобы узнать, как это делается). Благодаря этому концы молекулы ДНК идентичны. Это называется терминальной избыточностью. Это важно для кольцевой ДНК хозяина. Другим следствием вырезания ДНК из конкатемера является то, что данная линейная молекула может начинаться в любом месте кольцевого генома. Это называется циклической перестановкой.
Геном особенно богат последовательностями Chi, распознаваемыми бактериальной рекомбиназой RecBCD. Геном содержит два источника репликации: oriR, который реплицирует его во время лизогенного цикла, и oriL, который реплицирует его во время литической стадии. Геном P1 кодирует три тРНК, которые экспрессируются на литической стадии.
Протеом: Геном P1 кодирует 112 белков и 5 нетранслируемых генов, что примерно в два раза превышает размер бактериофага лямбда.

## Жизненный цикл

### Инфекция и ранние стадии
Частица фага адсорбируется на поверхности бактерии, используя хвостовые отростки для специфичности. Хвостовая оболочка сжимается, и ДНК фага вводится в клетку-хозяина. Механизм рекомбинации ДНК хозяина или фермент cre, транслируемый с вирусной ДНК, рекомбинирует терминально избыточные концы и делает геном кольцевым. В зависимости от различных физиологических сигналов фаг может немедленно перейти в литическую фазу или перейти в лизогенное состояние.
Ген, который кодирует отростки хвоста, имеет набор последовательностей, которые могут быть нацелены на сайт-специфическую рекомбиназу Cin . Это заставляет С-конец белка переключаться между двумя альтернативными формами с низкой частотой. Нити хвоста вируса отвечают за специфичность связывания с рецептором хозяина. Мишени хвостовых волокон вируса находятся под постоянным отбором, чтобы эволюционировать и избежать связывания. Этот метод рекомбинационного разнообразия хвоста позволяет вирусу не отставать от бактерии. Эта система имеет близкую гомологию последовательностей рекомбинационным системам в хвостовых волокнах неродственных фагов, таких как фаг mu и фаг лямбда.

### Лизогения
Геном фага P1 поддерживается в виде низкокопийной плазмиды в бактерии. Относительно большой размер плазмиды требует сохранения низкого количества копий, чтобы она не стала слишком большой метаболической нагрузкой, пока она является лизогеном. Поскольку обычно существует только одна копия плазмиды на бактериальный геном, вероятность того, что плазмида не будет передана обеим дочерним клеткам, высока. Плазмида P1 борется с этим несколькими способами:
- Репликация плазмиды строго регулируется механизмом, зависимым от белка RepA. Это похоже на механизм, используемый несколькими другими плазмидами. Он гарантирует, что плазмида делится вместе с геномом хозяина[2].
- Переплетенные плазмиды быстро отсоединяются рекомбинацией Cre-lox[5][6].
- Плазмида кодирует систему зависимости от плазмиды, которая убивает дочерние клетки, потерявшие плазмиду. Он состоит из стабильного белкового токсина и антитоксина, который обратимо связывается с ним и нейтрализует его. Клетки, которые теряют плазмиду, погибают, поскольку антитоксин разлагается быстрее, чем токсин.

### Лизис
Плазмида P1 имеет отдельный источник репликации (oriL), который активируется во время литического цикла. Репликация начинается с обычной двунаправленной тета-репликации в oriL, но позже, в литической фазе, она переключается на метод репликации по катящемуся кругу с использованием механизма рекомбинации хозяина. Это приводит к тому, что многочисленные копии генома присутствуют на одной линейной молекуле ДНК, называемой конкатемером. Конец конкатемера обрезается по определённому сайту, называемому pac -сайтом или упаковочным сайтом. Затем следует упаковка ДНК в головки до тех пор, пока они не будут заполнены. Остальной конкатетер, который не помещается в одну головку, отделяется, и оборудование начинает упаковывать его в новую головку. Место разреза не зависит от последовательности. Каждая головка содержит около 110 т.п.н. ДНК, поэтому в каждой голове имеется чуть более одной полной копии генома (~90 т.п.н.), при этом концы нити в каждой голове идентичны. После заражения новой клетки эта терминальная избыточность используется механизмом рекомбинации хозяина для циклизации генома, если в нём отсутствуют две копии локуса lox. Если присутствуют два сайта lox (по одному на каждом конце избыточном конце), циклизация осуществляется рекомбиназой cre.
После того, как полные вирионы собраны, клетка-хозяин лизируется, высвобождая вирусные частицы.

## История
P1 был обнаружен в 1951 году Джузеппе Бертани в лаборатории Сальвадора Лурии, но этот фаг мало изучался, пока Эд Леннокс, также работавший в группе Лурии, не показал в 1954—1955 годах, что он может трансдуцировать генетический материал между бактериями-хозяевами. Это открытие привело к использованию фага для генетического обмена и картирования генома E. coli и стимулировало его дальнейшее изучение в качестве модельного организма. В 1960-х Хидео Икэда и Джун-ити Томидзава показали, что геном ДНК фага является линейным и двухцепочечным с избыточностью на концах. В 1970-х Нат Штернберг охарактеризовал сайт-специфическую рекомбинационную систему Cre- lox, которая позволяет линейному геному циркулировать с образованием плазмиды после инфицирования. В 1980-х Штернберг разработал P1 как вектор для клонирования больших фрагментов эукариотической ДНК. Карта гена P1, основанная на частичной последовательности ДНК, была опубликована в 1993 г. Майклом Ярмолинским и Малгожатой Лобоцкой, а геном был полностью секвенирован Лобоцкой и его коллегами в 2004 г..

## Использованная литература
1. 1 2 3  Łobocka, Małgorzata B. (November 2004). Genome of Bacteriophage P1. Journal of Bacteriology. 186 (21): 7032–7068. doi:10.1128/JB.186.21.7032-7068.2004. ISSN 0021-9193. PMID 15489417.
2. 1 2 3 4 5 6 7  Łobocka, Małgorzata B. (November 2004). Genome of Bacteriophage P1. Journal of Bacteriology. 186 (21): 7032–7068. doi:10.1128/JB.186.21.7032-7068.2004. ISSN 0021-9193. PMID 15489417.
3. ↑  Walker, J T (March 1983). Coliphage P1 morphogenesis: analysis of mutants by electron microscopy. Journal of Virology. 45 (3): 1118–1139. doi:10.1128/JVI.45.3.1118-1139.1983. ISSN 0022-538X. PMID 6834479.
4. ↑  Sandmeier, H. (1 июня 1992). DNA Inversion Regions Min of Plasmid p15B and Cin of Bacteriophage P1: Evolution of Bacteriophage Tail Fiber Genes. Journal of Bacteriology. 174 (12): 3936–3944. doi:10.1128/jb.174.12.3936-3944.1992. ISSN 0021-9193. PMID 1534556.
5. ↑  Adams, David E. (5 августа 1992). Cre-lox recombination in Escherichia coli cells mechanistic differences from the in Vitro reaction. Journal of Molecular Biology. 226 (3): 661–673. doi:10.1016/0022-2836(92)90623-R. ISSN 0022-2836. PMID 1324323.
6. ↑  Austin, S (September 1981). A novel role for site-specific recombination in maintenance of bacterial replicons. Cell. 25 (3): 729–736. doi:10.1016/0092-8674(81)90180-X. ISSN 0092-8674. PMID 7026049.
7. ↑  Cohen, Gerald (10 октября 1996). The bacteriophage P 1 lytic replicon: directionality of replication and cis-acting elements. Gene. 175 (1–2): 151–155. doi:10.1016/0378-1119(96)00141-2. ISSN 0378-1119. PMID 8917092.
8. ↑  Cohen, Gerald (November 1983). Electron microscopy study of early lytic replication forms of bacteriophage P1 DNA. Virology. 131 (1): 159–170. doi:10.1016/0042-6822(83)90542-1. ISSN 0042-6822. PMID 6359666.
9. 1 2 3  Sternberg, N. (1 октября 1990). Cleavage of the Bacteriophage P1 Packaging Site (pac) Is Regulated by Adenine Methylation. Proceedings of the National Academy of Sciences. 87 (20): 8070–8074. Bibcode:1990PNAS...87.8070S. doi:10.1073/pnas.87.20.8070. ISSN 0027-8424. PMID 2236019.
10. 1 2  Michael Yarmolinsky; Ronald Hoess, The Legacy of Nat Sternberg: The Genesis of Cre-lox Technology, Annual Review of Virology, 2 (1): 25–40, doi:10.1146/annurev-virology-100114-054930, PMID 26958905, Архивировано из оригинала 10 сентября 2022, Дата обращения: 27 сентября 2022
11. 1 2  Hansjörg Lehnherr, The Bacteriophages, ISBN 0195148509